# Максимов, Дмитрий Вячеславович
Дмитрий Вячеславович Максимов (укр. Дмитро́ В'ячесла́вович Макси́мов, 17 ноября 1994, Киев, Украина — 19 февраля 2014, Киев, Украина) — спортсмен-дефлимпиец, погибший во время Евромайдана. Герой Украины (2014, посмертно). Мастер спорта Украины.

## Биография
Родился 17 ноября 1994 года в Киеве, в семье Вячеслава и Лидии Максимовых. Учился в школе № 223 города Киева. Был студентом Киевского финансово-экономического колледжа Национального университета Государственной налоговой службы Украины.
Мастер спорта Украины, серебряный (в командном зачёте) призёр и бронзовый (в личном зачёте) призёр по дзюдо Сурдлимпийских игр в Софии 2013 года, а до 15 лет он занимался и соревновался с обычными спортсменами. Несмотря на проблемы со слухом, сочинял музыку, после смерти вышел его альбом. Бронзовый призёр Чемпионата мира по восточным единоборствам среди глухих, который проходил на острове Маргарита (Венесуэла) с 17 по 24 сентября 2012 года.
Принял участие в акциях протеста (Евромайдан) на Майдане Незалежности в Киеве.
По словам 48-летнего свидетеля Вадима Симоненко, 18 февраля 2014 года, после того, как протестующие подожгли 2 БТРа, сотрудники спецподразделения «Сокол» бросили в толпу протестующих боевую противопехотную осколочную гранату. Она попала Дмитрию в плечо и в тот же момент взорвалась. Журналисты утверждали, что в тот день бойцы «Сокола» сами считали, что у кого-то из них не выдержали нервы, и он, а не посторонний провокатор, запасся боевыми гранатами и бросил одну из них в толпу. Но обвинений в использовании боевых гранат бойцам «Сокола» предъявлено не было. В Доме профсоюзов он умер от потери крови, его тело несколько дней лежало в Михайловском Златоверхом соборе. Причислен к «Небесной сотне».

## Почтение памяти
В школе № 223 города Киева, где учился Дмитрий, в его честь открыли мемориальную доску.
В колледже, где парень учился, открыли мемориальную доску в его честь.

### Награды
- Звание Герой Украины с вручением ордена «Золотая Звезда» (21 ноября 2014, посмертно) — за гражданское мужество, патриотизм, героическое отстаивание конституционных принципов демократии, прав и свобод человека, самоотверженное служение украинскому народу, обнаруженные во время Революции достоинства[4].
- Орден «За заслуги» III ст. (3 декабря 2013) — за достижение высоких спортивных результатов на XXII летних Сурдлимпийских играх в г. Софии, проявленные мужество, самоотверженность и волю к победе, подъём международного авторитета Украины[5].
- Медаль «За жертвенность и любовь к Украине» (УПЦ КП, июнь 2015 г.) (посмертно)[6].